# Brahim Arafat Mezouar
Pour l’article homonyme, voir Salaheddine Mezouar.
Brahim Arafat Mezouar (en arabe : إبراهيم عرفات مزوار) est un footballeur international algérien né le 18 décembre 1973 à Hammam Bou Hadjar dans la wilaya d'Aïn Témouchent. Il évoluait au poste de milieu offensif.
Il compte 13 sélections en équipe nationale entre 1999 et 2006.

## Palmarès

### En clubs
- Champion d'Algérie en 2000 et 2001 avec le CR Belouizdad.
- Finaliste de la Coupe d'Algérie en 2003 avec le CR Belouizdad.
- Vainqueur de la Coupe de la Ligue d'Algérie en 2000 avec le CR Belouizdad.
- Accession en Ligue 1 en 2010 avec le MC Oran.

### Avec l'équipe d'Algérie
Le tableau suivant indique les rencontres de l'équipe d'Algérie dans lesquelles Brahim Arafat Mezouar depuis le 20 janvier 2000 jusqu'à 7 décembre 2006.